# Palera
Palera é uma cidade e uma nagar panchayat no distrito de Tikamgarh, no estado indiano de Madhya Pradesh.

## Geografia
Palera está localizada a 25° 01′ N, 79° 14′ L. Tem uma altitude média de 246 metros (807 pés).

## Demografia
Segundo o censo de 2001, Palera tinha uma população de 14 646 habitantes. Os indivíduos do sexo masculino constituem 53% da população e os do sexo feminino 47%. Palera tem uma taxa de literacia de 52%, inferior à média nacional de 59,5%: a literacia no sexo masculino é de 62% e no sexo feminino é de 41%. Em Palera, 19% da população está abaixo dos 6 anos de idade.